# Пам'ятки історії Літинського району
У Літинському районі Вінницької області на обліку перебуває 52 пам'ятки історії.
| № п/п | Охоронний № | Найменування пам'ятки | Адреса                                                       | Дата (епоха)                 | Дата відкриття або виявлення | Автори                          | Матеріал                   | Основні розміри                                             | Рішення про взяття під охорону |
| ----- | ----------- | --- | ------------------------------------------------------------ | ---------------------------- | ---------------------------- | ------------------------------- | -------------------------- | ----------------------------------------------------------- | ------------------------------ |
| 1.    | 501         | Братська могила 3200 військовополонених                                                                                               | смт Літин, Літинська сел/р, вул. Радянська                   | 1941—1944 рр.                | 1947 р.                      | Київський худ. фонд             | об. цегла                  | об. 2х1,1х1,1 м                                             | № 313 10.06.1971 р.            |
| 2.    | 500         | Братська могила 128 воїнів Радянської армії, полеглих при визволенні селища                                                           | смт Літин, Літинська сел/р, вул. Леніна                      | 1944 р.                      | 1965 р.                      | Київський худ. фонд             | з/бетон                    | ск. 3,6 м, п. 2,6х2,3х2,3 м                                 | № 313 10.06.1971 р.            |
| 3.    | 509         | Пам'ятник воїнам-односельцям, загиблим на фронтах ВВВ                                                                                 | смт Літин, Літинська сел/р, вул. Радянська                   | 1941—1945 рр.                | 1947 р.                      | Київський худ. фонд             | об. цегла                  | об. 2 м, п. 1,0х1,0х1,0 м                                   | № 313 10.06.1971 р.            |
| 4.    | 512         | Будинок колишньої в'язниці, в якій був ув'язнений народний герой У. Я. Кармелюк                                                       | смт Літин, вул. Кармелюка, 5                                 | 1827—1828 рр., 1830—1832 рр. | XVII ст.                     | невідомі                        | камінь                     | пл. 372 м²                                                  | № 313 10.06.1971 р.            |
| 5.    | 494         | Братська могила червоноармійців | с. Багринівці, Багриновецька с/р, біля контори СТОВ          | 1919 р.                      | 1954 р.                      | місцеві майстри                 | об. цегла                  | об. 1,2 м                                                   | № 313 10.06.1971 р.            |
| 6.    | 496         | Братська могила 27 воїнів Радянської армії, полеглих при визволенні села                                                              | с. Багринівці, Багриновецька с/р, біля Будинку культури      | 1944 р.                      | 1959 р.                      | Київський худ. фонд             | об. з/бетон, пост. цегла   | об. 3 м, п. 1,5х1,7х1,2 м                                   | № 313 10.06.1971 р.            |
| 7.    | 506         | Пам'ятник 189 воїнам-односельцям, загиблим на фронтах ВВВ                                                                             | с. Багринівці, Багриновецька с/р, біля Будинку культури      | 1941—1945 рр.                | 1967 р.                      | місцеві майстри                 | об. граніт                 | об. 3 м, п. 1,4х0,8х0,9 м                                   | № 313 10.06.1971 р.            |
| 8.    | 44          | Пам'ятник 183 воїнам-односельцям, загиблим на фронтах ВВВ                                                                             | с. Бірків, Бірківська с/р, біля с/р                          | 1941—1945 рр.                | 1987 р.                      | Вінницький худ. фонд            | з/бетон                    | 3,5 м                                                       | № 82 03.04.1990 р.             |
| 9.    | 205         | Пам'ятник 79 воїнам-односельцям, загиблим на фронтах ВВВ                                                                              | с. Бруслинів, Вербівська с/р, біля магазину                  | 1941—1945 рр.                | 1973 р.                      | ск. В. Попов, м. Житомир        | ск. з/бетон, пост. цемент  | ск. 3 м, п. 1,1х1,1х1,1 м                                   | № 29 19.06.1977 р.             |
| 10.   | 206         | Пам'ятник 473 мирним жителям села Бруслинів та навколишніх сіл, загиблим від німецько-фашистських загарбників                         | с. Бруслинів, Вербівська с/р, біля клубу                     | 1942—1944 рр.                | 1962 р.                      | Житомирський худ. фонд          | ск. з/бетон, пост. з/бетон | ск. 2 м, п. 1,1х2,7х2,4 м                                   | № 29 19.06.1977 р.             |
| 11.   | 73          | Пам'ятний знак спаленому селу | с. Бруслинів, Вербівська с/р, біля кладовища                 | 1944 р.                      | 1985 р.                      | ск. Левицький В. І., м. Вінниця | пост. граніт, ск. з/бетон  | ск. 5,4 м, п. 2х1,3х1,3 м                                   | № 228 22.05.1986 р.            |
| 12.   | 70          | Могила воїна-афганця Короля М. | с. Бруслинів, Вербівська с/р, на кладовищі                   | 1968—1987 рр.                | 1987 р.                      | місцеві майстри                 | граніт                     | ст. 2 м                                                     | № 470 29.12.2002 р.            |
| 13.   | 74          | Пам'ятник воїнам-односельцям, загиблим на фронтах ВВВ                                                                                 | с. Бруслинівка, Вербівська с/р, на кладовищі                 | 1941—1945 рр.                | місцеві майстри              | граніт                          | об. 1,5 м, п. 1,5х1х1 м    | № 228 22.05.1986 р.                                         |                                |
| 14.   | 498         | Братська могила 10 воїнів радянської армії, загиблих при визволенні села                                                              | с. Горбівці, Горбовецька с/р, біля с/р                       | 1944 р.                      | 1966 р.                      | Київський худ. фонд             | ск. з/бетон, пост. цегла   | ск. 2,8 м, п. 1,1х1,5х1,5 м                                 | № 313 10.06.1971 р.            |
| 15.   | 75          | Пам'ятник 150 воїнам-односельцям, загиблим на фронтах ВВВ                                                                             | с. Горбівці, Горбовецька с/р, біля контори СТОВ              | 1941—1945 рр.                | 1985 р.                      | ск. Науменко                    | з/бетон                    | ____                                                        | № 228 22.05.1986 р.            |
| 16.   | 507         | Пам'ятник 133 воїнам-односельцям, загиблим на фронтах ВВВ                                                                             | с. Городище, Соснівська с/р, біля школи                      | 1941—1945 рр.                | 1969 р.                      | Київський худ. фонд             | ск. з/бетон, пост. з/бетон | ск. 3 м, п. 0,2х0,8х1,1 м                                   | № 313 10.06.1971 р.            |
| 17.   | 71          | Могила воїна-афганця Панасюка П. І.                                                                                                   | с. Городище, Соснівська с/р, на кладовищі                    | 1964—1983 рр.                | 1983 р.                      | місцеві майстри                 | граніт                     | ст. 2 м                                                     | № 470 29.12.2002 р.            |
| 18.   | 140         | Пам'ятник 310 воїнам-односельцям, загиблим на фронтах ВВВ                                                                             | с. Дашківці, Дашковецька с/р, в центрі села                  | 1941—1945 рр.                | 1983 р.                      | ск. М. Чіженко                  | з/бетон                    | ск. 2,7 м, п. 2,5 м                                         | № 75 20.02.1985 р.             |
| 19.   | 72          | Могила воїна-афганця Григоренка І. М.                                                                                                 | с. Дашківці, Дашковецька с/р, на кладовищі                   | 1964—84 рр.                  | 1984 р.                      | місцеві майстри                 | граніт                     |                                                             | № 470 29.12.2002 р.            |
| 20.   | 207         | Пам'ятник 251 воїнові-односельцю, загиблим на фронтах ВВВ                                                                             | с. Дяківці, Дяковецька с/р, біля с/р                         | 1941—1945 рр.                | 1976 р.                      | ск. В. І. Смаровоз, м. Вінниця  | ск. з/бетон, пост. з/бетон | ск. 9 м, п. 6х10х0,7 м                                      | № 29 19.06.1977 р.             |
| 21.   | 7           | Будинок, у якому народився й жив М. П. Стельмах                                                                                       | с. Дяківці, Дяковецька с/р, вул. Стельмаха, 7                | 1912—1983 рр.                | 1994 р.                      | місцевімайстри                  | глинобитний                | 6х12 м                                                      | № 66 05.10.1995 р.             |
| 22.   | 203         | Братська могила 53 воїнів радянської армії, загиблих при визволенні села, і пам'ятник 104 воїнам-односельцям, загиблим на фронтах ВВВ | с. Журавне, Журавненська с/р, на кладовищі                   | 1944 р., 1941—1945 рр.       | 1966 р.                      | Київський худ. фонд             | ск. з/бетон, пост. камінь  | ск. 3,2 м, п. 0,2х1,1х1,2 м                                 | № 29 19.06.1977 р.             |
| 23.   | 43          | Пам'ятник 104 воїнам-односельцям, загиблим на фронтах ВВВ                                                                             | с. Журавне, Журавненська с/р, біля с/р                       | 1941—1945 рр.                | 1987 р.                      | Київський худ. фонд             | з/бетон                    | 2,8 м                                                       | № 82 03.04.1990 р.             |
| 24.   | 1016        | Братська могила 56 воїнів Радянської армії, померлих у медсанбаті, і пам'ятник 208 воїнам-односельцям, загиблим на фронтах ВВВ        | с. Іванівці, Тесівська с/р, біля школи                       | 1944 р., 1941—1945 рр.       | 1969 р.                      | Київський худ. фонд             | ск. з/бетон, пост. цегла   | ск. 2,6 м, п. 1х1х1,8 м                                     | № 313 10.06.1971 р.            |
| 25.   | 499         | Братська могила 28 воїнів радянської армії, загиблих при визволенні села                                                              | с. Івча, Івчанська с/р, біля с/р                             | 1944 р.                      | 1958 р.                      | Житомирський худ. фонд          | ск. з/бетон, пост.камінь   | ск. 3 м, п. 1,4х1,2х1 м                                     | № 313 10.06.1971 р.            |
| 26.   | 508         | Пам'ятник 5 мирним жителям, розстріляним німецько-фашистськими загарбниками за зв'язок з партизанами                                  | с. Кам'янка, Осолинська с/р, біля річки Згарок               | 1944 р.                      | 1967 р.                      | місцеві майстри                 | об. цегла                  | об. 2,2х0,8х0,8 м                                           | № 313 10.06.1971 р.            |
| 27.   | 76          | Могила невідомого воїна, загиблого при обороні села                                                                                   | с. Кам'янка, Журавненська с/р, на трасі Калинівка — Хмільник | 1941 р.                      | 1982 р.                      | місцеві майстри                 | мармуровий дрібняк         | мог. 1,65х0,65 м, об. 1,4 м                                 | № 228 22.05.1986 р.            |
| 28.   | 204         | Братська могила 29 воїнів радянської армії, загиблих при звільненні села                                                              | с. Кожухів, Кожухівська с/р, біля школи                      | 1944 р.                      | 1958 р.                      | Київський худ. фонд             | ск. з/бетон, пост. цегла   | ск. 2,8 м, п.1,4х1,4х1,7 м                                  | № 29 19.06.1977 р.             |
| 29.   | 209         | Пам'ятник 147 воїнам-односельцям, загиблим на фронтах ВВВ                                                                             | с. Кожухів, Кожухівська с/р, біля Будинку культури           | 1941—1945 рр.                | 1976 р.                      | Житомир. худ. фонд              | ск. з/бетон,               | ск. 3,2 м, п. 0,9х1,8х1,8 м                                 | № 29 19.06.1977 р.             |
| 30.   | 77          | Пам'ятник 60 воїнам-односельцям, загиблим на фронтах ВВВ                                                                              | с. Кулига, Кулизька с/р, біля клубу                          | 1941—1945 рр.                | 1985 р.                      | Київський худ. фонд             | з/бетон                    | ск. 3,6 м, п. 1,6 м                                         | № 228 22.05.1986 р.            |
| 31.   | 210         | Пам'ятник 114 воїнам-односельцям, загиблим на фронтах ВВВ                                                                             | с. Кусиківці, Громадська с/р, біля клубу                     | 1941—1945 рр.                | 1971 р.                      | Житомир. худ. фонд              | ск. з/б, пост. з/бетон     | ск. 3 м, п. 1,1х1,6х1,6 м                                   | № 29 19.06.1977 р.             |
| 32.   | 211         | Пам'ятник 100 воїнам-односельцям, загиблим на фронтах ВВВ                                                                             | с. Літинка, Літинська с/р, біля с/р                          | 1941—1945 рр.                | 1971 р.                      | Житомир. худ. фонд              | з/бетон                    | ск. 3 м, п. 1,2х1,1х1,5 м                                   | № 29 19.06.1977 р.             |
| 33.   | 1026        | Братська могила воїнів Радянської армії, загиблих при визволенні села                                                                 | с. Майдан-Бобрик, Уладівська с/р, біля клубу                 | 1944 р.                      | 1967 р.                      | Київський худ. фонд             | ск. з/бетон, пост. з/бетон | ск. 2,6 м, п. 1,2х1,3х1,3 м                                 | № 313 10.06.1971 р.            |
| 34.   | 142         | Пам'ятник 235 воїнам-односельцям, загиблим на фронтах ВВВ                                                                             | с. Малинівка, Малинівка с/р, біля с/р                        | 1941—1945 рр.                | 1983 р.                      | ск. М. Чиженко                  | з/бетон                    | ск. 3,2 м, п. 1,8 м                                         | № 75 20.02.1985 р.             |
| 35.   | 1046        | Братська могила 7 воїнів Радянської армії, загиблих при визволенні села                                                               | с. Медведівка, Шевченківська с/р, на кладовищі               | 1944 р.                      | 1967 р.                      | місцеві майстри                 | об. цегла                  | об. 1,1х0,5х0,5 м                                           | № 313 10.06.1971 р.            |
| 36.   | 502         | Братська могила 41 воїна Радянської армії, загиблих при визволенні села                                                               | с. Микулинці, Микулинецька с/р, біля с/р                     | 1944 р.                      | 1959 р.                      | Київський худ. фонд             | об. з/бетон, пост. цегла   | об. 2,6 м, п. 1,2х0,9х0,9 м                                 | № 313 10.06.1971 р.            |
| 37.   | 212         | Пам'ятник 75 воїнам-односельцям, загиблим на фронтах ВВВ                                                                              | с. Новоселиця, Вербівська с/р, в центрі села                 | 1941—1945 рр.                | 1971 р.                      | Київський худ. фонд             | об. з/бетон, пост. з/бетон | об. 3,2 м, п. 1,7х1,8х2,1 м                                 | № 29 19.06.1977                |
| 38.   | 1028        | Братська могила 144 воїнів Радянської армії, загиблих при визволенні села, і пам'ятник воїнам-односельцям, полеглим на фронтах ВВВ    | с. Олександрівка, Журавненська с/р, біля школи.              | 1944 р., 1941—1945 рр.       | 1956 р.                      | Київський худ. фонд             | ск. з/бетон, пост. цегла   | ск. 2,3 м, п. 3х1,7х1,4 м                                   | № 313 10.06.1971 р.            |
| 39.   | 503         | Братська могила 12 воїнів Радянської армії, загиблих при визволенні села                                                              | с. Осолинка, Осолинська с/р, біля клубу                      | 1944 р.                      | 1957 р.                      | Житомир. худ. фонд              | об. з/бетон, пост. цегла   | об. 3,7 м, п. 2х1,4х1,4 м                                   | № 313 10.06.1971 р.            |
| 40.   | 495         | Братська могила учасників громадянської війни і пам'ятник 286 воїнам-односельцям, загиблим на фронтах ВВВ                             | с. Пеньківка, Пеньківська с/р, біля клубу                    | 1919 р., 1941—1945 рр.       | 1974 р.                      | ск. А. Довженко, м. Вінниця     | з/бетон                    | п. 8,2х1,2х0,5 м                                            | № 313 10.06.1971 р.            |
| 41.   | 510         | Братська могила 23 партизан і підпільників, загиблих у роки ВВВ                                                                       | с. Пеньківка, Пеньківська с/р, чорний ліс                    | 1943—1944 рр.                | 1967 р.                      | місцеві майстри                 | об. граніт                 | об. 1,8х0,7х0,3 м                                           | № 313 10.06.1971 р.            |
| 42.   | 78          | Пам'ятний знак спаленому селу | с. Пеньківка, Пеньківська с/р, біля Будинку культури         | 1944 р.                      | 1985 р.                      | місцеві майстри                 | об. граніт, пост. граніт   | об. 1,5х0,9х0,3 м, п.1,5х1х1 м                              | № 228 22.05.1986 р.            |
| 43.   | 511         | Пам'ятник 99 воїнам-односельцям, загиблим на фронтах ВВВ                                                                              | с. Сосни, Соснівська с/р, біля с/р                           | 1941—1945 рр.                | 1969 р.                      | Київський худ. фонд             | ск. з/бетон, пост. цегла   | ск. 3 м, п. 0,1х1,7х1,4 м                                   | № 313 10.06.1971               |
| 44.   | 505         | Пам'ятник 23 мирним жителям, розстріляним фашистами за зв'язок з партизанами                                                          | с. Трибухи, Трибухівська с/р, біля клубу                     | 1944 р.                      | 1965 р.                      | місцеві майстри                 | об. цегла                  | об. 2 м                                                     | № 313 10.06.1971 р.            |
| 45.   | 73          | Братська могила 2 радянських воїнів, загиблих при визволенні села                                                                     | с. Трибухи, Трибухівська с/р, на кладовищі                   | 1944 р.                      | 1980 р.                      | місцеві майстри                 | граніт                     | ст. 3 м                                                     | № 470 29.12.2002               |
| 46.   | 74          | Могила воїна-афганця Заливанського Г. О.                                                                                              | с. Трибухи, Трибухівська с/р, на кладовищі                   | 1961—1980 рр.                | 1980 р.                      | місцеві майстри                 | граніт                     | ст. 2 м                                                     | № 470 29.12.2002 р.            |
| 47.   | 1035        | Братська могила 3 воїнів Радянської армії, загиблих при визволенні села                                                               | с. Уладівка, Уладівська с/р, біля школи                      | 1944 р., 1941—1945 рр.       | 1965 р., 1956 р.             | Київський худ. фонд             | ск. з/бетон, пост. цегла   | ск. 2,1 м, пост. 0,9х1,3х1,3 м, ск. 2,4 м, п. 0,8х0,9х0,9 м | № 313 10.06.1971 р.            |
| 48.   | 208         | Пам'ятник 124 воїнам-односельцям, загиблим на фронтах ВВВ                                                                             | с. Уладівка, Уладівська с/р, біля Будинку культури           | 1941—1945 рр.                | 1956 р.                      | Київський худ. фонд             | ск. з/бетон, пост. цегла   | ск. 2,4 м, п. 0,8х0,9х0,9 м                                 | № 29 19.06.1977 р.             |
| 49.   | 75          | Могила 3 радянських воїнів, загиблих при визволенні села                                                                              | с. Уладівка, Уладівська с/р, вул. Ю. Поліщука                | 1944 р.                      | 1946 р.                      | місцеві майстри                 | з/бетон                    | ск. 1,8 м                                                   | № 470 29.12.2002 р.            |
| 50.   | 76          | Могила воїна-афганця Поліщука Ю. В.                                                                                                   | с. Уладівка, Уладівська с/р, на кладовищі                    | 1968—1989 рр.                | 1989 р.                      | місцеві майстри                 | граніт                     | ст. 1,5 м                                                   | -//-                           |
| 51.   | 77          | Братська могила 66 радянських воїнів, загиблих при визволенні села                                                                    | с. Уладівка, Уладівська с/р, на кладовищі                    | 1944 р.                      | 1946 р.                      | місцеві майстри                 | граніт                     | ст. 2 м                                                     | № 470 29.12.2002 р.            |
| 52.   | 213         | Пам'ятник 143 воїнам-односельцям, загиблим на фронтах ВВВ                                                                             | с. Шевченкове, Шевченківська с/р, біля клубу                 | 1941—1945 рр.                | 1976 р.                      | ск. Л. Славов, м. Житомир       | ск. з/бетон, пост. з/бетон | ск. 4 м, пост. 1,7х2,2х2,1 м                                | № 29 19.06.1977 р.             |
|       |             | |                                                              |                              |                              |                                 |                            |                                                             |                                |

## Джерело
- [Архівовано 19 червня 2012 у Wayback Machine.] Пам'ятки Вінницької області